# 현생 인류의 아프리카 기원

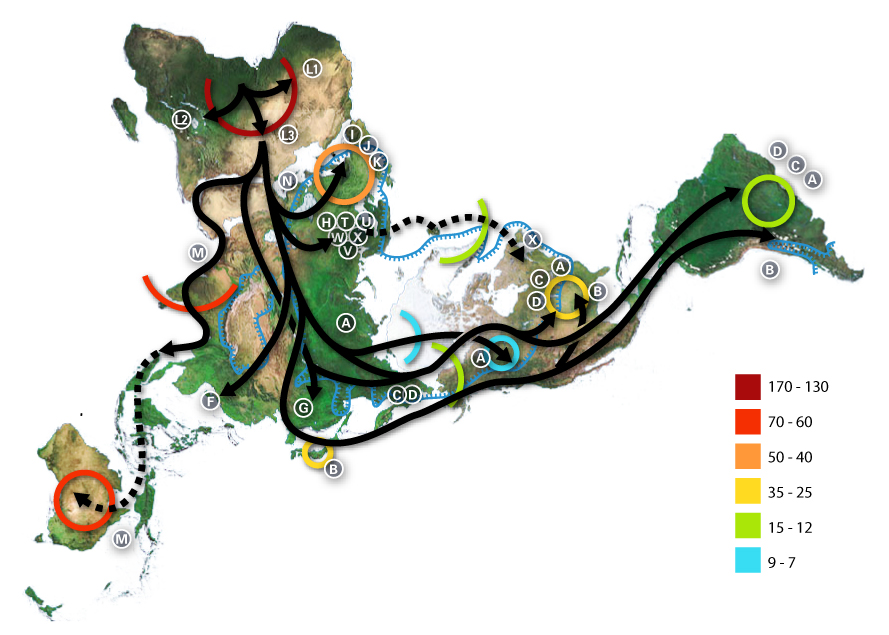
인류 미토콘드리아 DNA 하플로그룹 연구에 근거한 아프리카 기원설의 인류 이주경로의 추정도. 중심에 북극을 놓고, 발상지인 아프리카는 가장 왼쪽에, 남아메리카는 가장 오른쪽에 위치하였다. 문자는 하플로그룹을 나타내며 색상과 숫자는 연대를 나타낸다. (단위: 1,000년)

자연인류학에서 현생 인류의 아프리카 기원설(Recent African origin of modern humans)은 인류의 기원에 관한 가장 널리 받아들여지고 있는 이론적 모델이다. 곧, 아프리카에서 탄생한 공통 조상이 현생 인류인 호모 사피엔스의 유일한 기원이며 이후 후손들이 세계 각 지역으로 이주하며 인구가 전파되었다는 학설이다. 호모 에렉투스에서 비롯된 각 지역의 고인류들이 제각각 현생 인류(호모 사피엔스)로 진화해 나갔다고 추정하는 다지역 기원설과는 대립된다. 그러나 아프리카 기원설은 여러 유전학적 자료들에 의해 뒷받침되면서 현재 가장 일반적으로 지지받고 있다.
아프리카 기원설은 출아프리카 이론(Out-Of-Africa theory, OOA), 단일기원설(recent single-origin hypothesis, RSOH), 아프리카 단일기원설 등으로도 불린다.

## 과정
더 이전에도 아프리카 밖으로 호모 사피엔스가 이주했던 증거가 있으나, 유의미한 수준의 인구 확산은 약 70,000-50,000년 전에 일어난 대이주의 흐름으로 인해 시작된 것으로 보이며, 더 이전에 상당 규모가 이주한 '북부 경로 확산'와 구분하기 위해 흔히 '남부 경로 확산'(Southern Route dispersal)이라고 부른다. 아시아 남부 해안가를 따라 확산한 행렬은 약 65,000-50,000년 전까지는 오스트레일리아 대륙까지 도달하였고 비슷한 시기에 유럽과 아시아로도 확산하였다. 또한 여러 연구에 따르면 세계 각지에서 호모 사피엔스와 구인류 간에 제한적이나마 혼혈이 이루어졌던 것이 드러나, 인류 유전자의 대부분은 호모 사피엔스 유래이면서 일부는 네안데르탈인 등 구인류에서 비롯된 것으로 추정된다.

## 같이 보기
- 인류의 진화
- 미토콘드리아 DNA
- 하플로그룹
- 다지역 기원설